# Polygala grazielae
Polygala grazielae là một loài thực vật có hoa trong họ Polygalaceae. Loài này được Marques miêu tả khoa học đầu tiên năm 1984.